# Anaïs
Cet article possède un paronyme, voir Anais.
Anaïs est un prénom féminin qui a une origine incertaine, en effet, certains affirment qu'il s'agit d'une dérivation provençale (occitane) et catalane du prénom Anne venant de l'hébreu Hannah, qui signifie « grâce » et « gracieuse », tandis que d'autres estiment qu'il serait une dérivation du prénom Anahita qui est la déesse iranienne et perse de l'amour ainsi que du prénom Anahit qui est la déesse arménienne de la naissance et de la beauté.
Son origine se retrouve également dans la langue arabe (أناييس) signifiant « don du ciel » et est également le nom d’une fleur.

## Variantes
Outre la graphie Anaïs, la plus courante, on peut trouver les variantes graphiques suivantes :
- Annaïs
- Anaís (graphie espagnole)
- Anays
- Anahis
- Annaïse
- Anahys
- Aannahys
- Hanays
- Anais

## Fête
Anaïs se fête en même temps que la sainte Anne, c'est-à-dire le 26 juillet.

## Popularité du nom
L'existence de ce prénom est assez ancienne. Il connaît un regain de popularité depuis les années 1980 (notamment après la sortie du parfum Anaïs Anaïs de Cacharel). Le pic de popularité date de 1993.

## Le prénom Anaïs
- Pour l'ensemble des articles sur les personnes portant ce prénom, consulter :
  - la liste des articles dont le titre commence par ce prénom
  - les listes produites par Wikidata : Liste des personnes de prénom « Anaïs » — même liste en incluant les éventuels prénoms composés qui contiennent « Anaïs ».

### Anaïs comme personnage
- Dans le roman de 1786 Numa Pompilius par Florian, un personnage s'appelle Anaïs[3].
- Naïs, film de Marcel Pagnol, adapté de la nouvelle Naïs Micoulin, d'Émile Zola.
- Anaïs, personnage de la bande dessinée Tamara, interprêté par Lou Gala dans le film éponyme.
- Anais Adler (Eve O'Brien), personnage de l'épisode 8 de la saison 21 de New York, unité spéciale.
- Anais Watterson, personnage de la série d'animation Le Monde incroyable de Gumball.

### Anaïs comme nom de scène
- Anaïs Ségalas (1819 - 1895), de son vrai nom Anne Caroline Ménard, dramaturge, poétesse et romancière française ;
- Anaïs, de son vrai nom Régine Hantelle, qui a chanté en duo avec Didier Barbelivien ;
- Anaïs, de son nom complet Anaïs Croze (voir ci-dessous), chanteuse française
- Anaïs Jeanneret, de son vrai prénom Valérie, actrice et écrivaine française

### Anaïs comme prénom féminin
- Mademoiselle Anaïs (1802 - 1871), actrice française ;
- Anaïs Perrière-Pilté née Anne Hurel (1809 - 1878), femme de lettres, salonnière et compositrice française ;
- Anaïs Fargueil (1819 - 1896), comédienne française ;
- Anaïs Nin (1903 - 1977), auteure française, célèbre pour la publication de ses journaux intimes entamés à l'âge de 12 ans et poursuivis sur une période de quarante ans ;
- Anaïs Allard-Rousseau (1904 - 1971), personnalité québécoise ;
- Anaïs Prosaïc (née en 1950), vidéaste et documentaliste française ;
- Anaïs Bouton (née en 1970), journaliste, directrice audiovisuelle française.
- Anaïs Vaugelade (née en 1973), écrivaine et illustratrice française pour la jeunesse ;
- Anaïs Croze (née en 1976), auteure, compositrice, interprète française ;
- Anaïs Favron (née en 1977), animatrice québécoise ;
- Anaïs Barbeau-Lavalette (née en 1979), comédienne et réalisatrice québécoise ;
- Anaïs Baydemir (née en 1979), présentatrice météo franco-turque ;
- Anaïs Delva (née en 1986), actrice de comédies musicales française ;
- Anaïs Nyl (née en 1986), actrice, chanteuse, mannequin et animatrice française ;
- Anaïs Kerhoas (née en 1987), herboriste et personnage principal du film documentaire Anaïs s'en va-t-en guerre de Marion Gervais.
- Anaïs Bescond (née en 1987), biathlète française ;
- Anaïs Demoustier (née en 1987), actrice française ;
- Anaïs Tellenne (née en 1987), actrice française ;
- Anaïs Caradeux (née en 1990), skieuse acrobatique française, 4 podiums dont 2 victoires en coupe du monde ;
- Anaïs Décamp (née en 1992), joueuse de volley française

### Anaïs comme prénom masculin
- Anaïs de Raucou dit Anaïs Bazin (1797-1850), historien et homme de lettres français

### Chansons
- Voir les chansons francophones dont le titre contient le prénom Anaïs